# Streltsy
Pour les articles homonymes, voir Strelets.
 (novembre 2023).
Si vous disposez d'ouvrages ou d'articles de référence ou si vous connaissez des sites web de qualité traitant du thème abordé ici, merci de compléter l'article en donnant les références utiles à sa vérifiabilité et en les liant à la section « Notes et références ».
Le mot streltsy (russe : стрельцы) est le pluriel du mot russe strelets (russe : стрелец) et désigne un corps militaire russe ayant servi du XVIe siècle au début du XVIIIe siècle.
Après la tentative de coup d'État de Sophie, demi-sœur de Pierre le Grand et régente de Russie en 1682 et leur révolte de 1698, Pierre le Grand dissout le corps des streltsy petit à petit jusqu'en 1720 (date de leur liquidation définitive).

## Étymologie
Il existe en français pour désigner les streltsy la forme « strélitz », dérivée de l'allemand « Strelizen » qui prête à confusion avec la ville allemande de Strelitz, d'autant que l'orthographe « Strelitzen » a également été utilisée en allemand. Le terme de strelets est lui-même dérivé du mot « strela » (flèche) qui désignait auparavant les archers. Il signifie littéralement « tireur », et a été souvent traduit par « mousquetaire » ou de manière plus appropriée par « arquebusier », car ces soldats d'infanterie étaient équipés d'armes à feu. Ils sont aussi désignés collectivement sous le nom de « troupe des streltsy » (Стрелецкое Войско).

## Origine
Les premières unités de streltsy furent créées par le tsar Ivan le Terrible entre 1545 et 1550 et équipées d'arquebuses. Leur baptême du feu eut lieu au siège de Kazan de 1552. Au début, leur recrutement se fit parmi les marchands libres et dans la population rurale. Par la suite le statut de strelets devint héréditaire et le service militaire fut institué à vie : ils constituèrent la première infanterie de métier permanente en Russie. Mais alors qu'il s'agissait au XVIe siècle d'une force d'élite, leur efficacité diminua au fil des années par manque d'entraînement et diminution des effectifs.

## Organisation

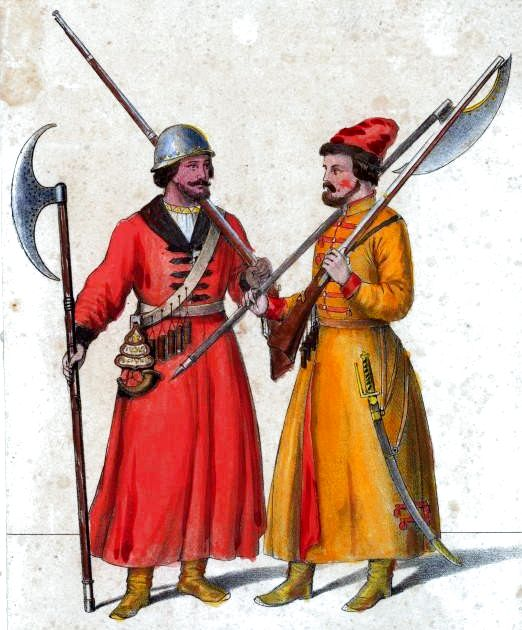
Deux streltsy en caftans équipés de leur arquebuse et de leur hache à deux mains.

Les streltsy étaient divisés en deux catégories :  viborniye (выборные), c'est-à-dire « électifs » à Moscou (ils furent appelés plus tard « streltsy de Moscou ») et gorodskiye (городские), c'est-à-dire « municipaux » dans les autres villes de Russie.
Les streltsy de Moscou étaient affectés à la surveillance du Kremlin, effectuaient un tour de garde général, et participaient aux opérations militaires. Ils remplissaient également des fonctions de police générale et constituaient la brigade du feu à Moscou. Grigori Kotochikhine, un diplomate russe qui dans les années 1660 avait espionné pour le compte des suédois avant de leur faire défection les décrit utilisant des haches, des seaux et des pompes en cuivre ainsi que des grappins leur permettant d'abattre les bâtiments voisins pour éviter la propagation du feu. Mais Adam Olerius, un voyageur occidental du XVIIe siècle, nota qu'ils n'utilisaient jamais d'eau.
Les streltsy municipaux étaient constitués en garnisons pour garder les frontières et exécuter les ordres des administrations locales. Ils étaient placés en temps de paix sous l'autorité du « bureau des Streltsy » (Стрелецкий приказ, Streletsky prikaz) et en temps de guerre sous celle de leur supérieurs. Les streltsy municipaux étaient aussi sous la juridiction des voïvodes locaux.
Tous les streltsy portaient le même uniforme : caftans rouges, bleus ou verts et bottes jaunes et effectuaient les mêmes exercices. Leur armement se composait d'arquebuses, de mousquets, de haches à deux mains, de bardiches (qu'ils utilisaient pour stabiliser leur arme au moment du tir), de sabres, et parfois de piques.

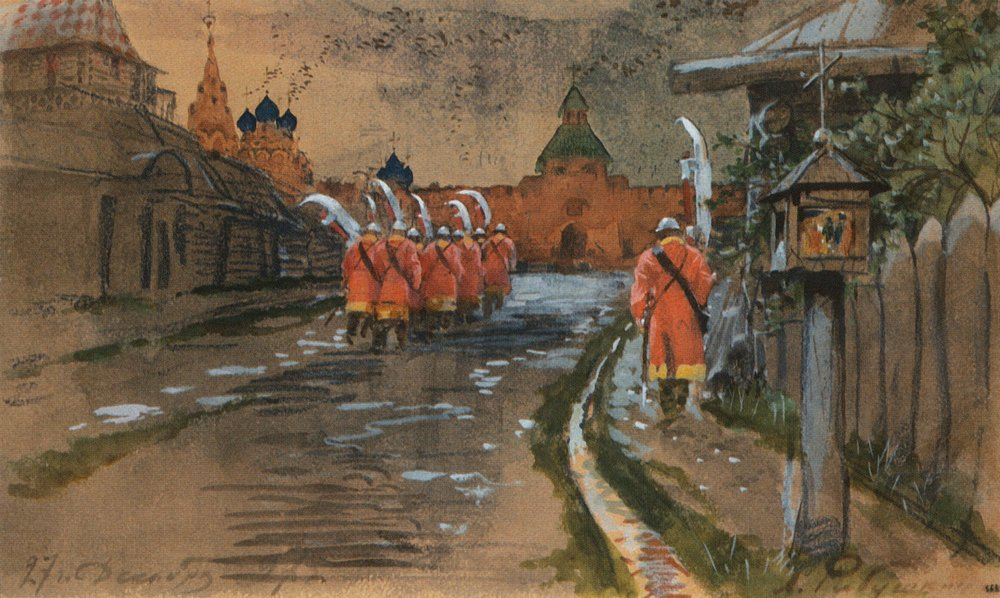
Patrouille de streltsy à la porte Ilyinsky du vieux Moscou. Aquarelle d'Andreï Riabouchkine, 1897. Musée Russe, Saint-Pétersbourg

Les streltsy combattaient en formations statiques, contre d'autres formations ou contre des places fortifiées. Ils faisaient feu souvent à partir d'une plate-forme et se servaient d'une « fortification » mobile de bois appelée en russe gulai gorod (littéralement « forteresse en marche »). Ils tiraient, dit-on, à la volée ou « en caracolant » : la première ligne tirait d'abord, puis se retirait d'un pas en arrière pour recharger pendant que la seconde ligne avançait d'un pas pour tirer à son tour.
La plus haute unité administrative militaire du corps des streltsy était le pribor (прибор), qui fut plus tard renommé prikaz avant de prendre en 1681 le nom de régiment ou polk (полк). Les commandants des unités de streltsy ou streletskiye golovy (стрелецкие головы) et les colonels responsables des régiments étaient à la tête des  prikazi. Ils appartenaient à la noblesse et étaient nommés par le gouvernement.
Les régiments (polki)  se divisaient en sotni (сотни, c'est-à-dire unité de cent hommes) et desyatki (десятки, c'est-à-dire unité de dix hommes). Ils pouvaient être montés ou stremyanniye (стремянные), stremya (стремя ) signifiant en russe « étrier ») et à pied ou peshiye (пешие), peshiy (пеший ) signifiant « fantassin »).
Le gouvernement moscovite manquant continuellement d'argent, les streltsy étaient souvent mal rémunérés, mais ils étaient souvent autorisés à posséder une ferme et à vendre des marchandises pour compléter leurs revenus. Ces conditions précaires réduisaient leur combativité et leur motivation lors des campagnes militaires, car ces dernières équivalaient à une perte de revenus. Les streltsy vivaient dans leurs propres quartiers et recevaient de l'argent et du pain du trésor d’État. Dans certaines villes on leur attribuait une parcelle de terre à la place d'argent. Le quartier des streltsy de Moscou se situait non loin de la zone occupée de nos jours par le campus principal de l'université d'État de Moscou.

## Le rôle politique des streltsy

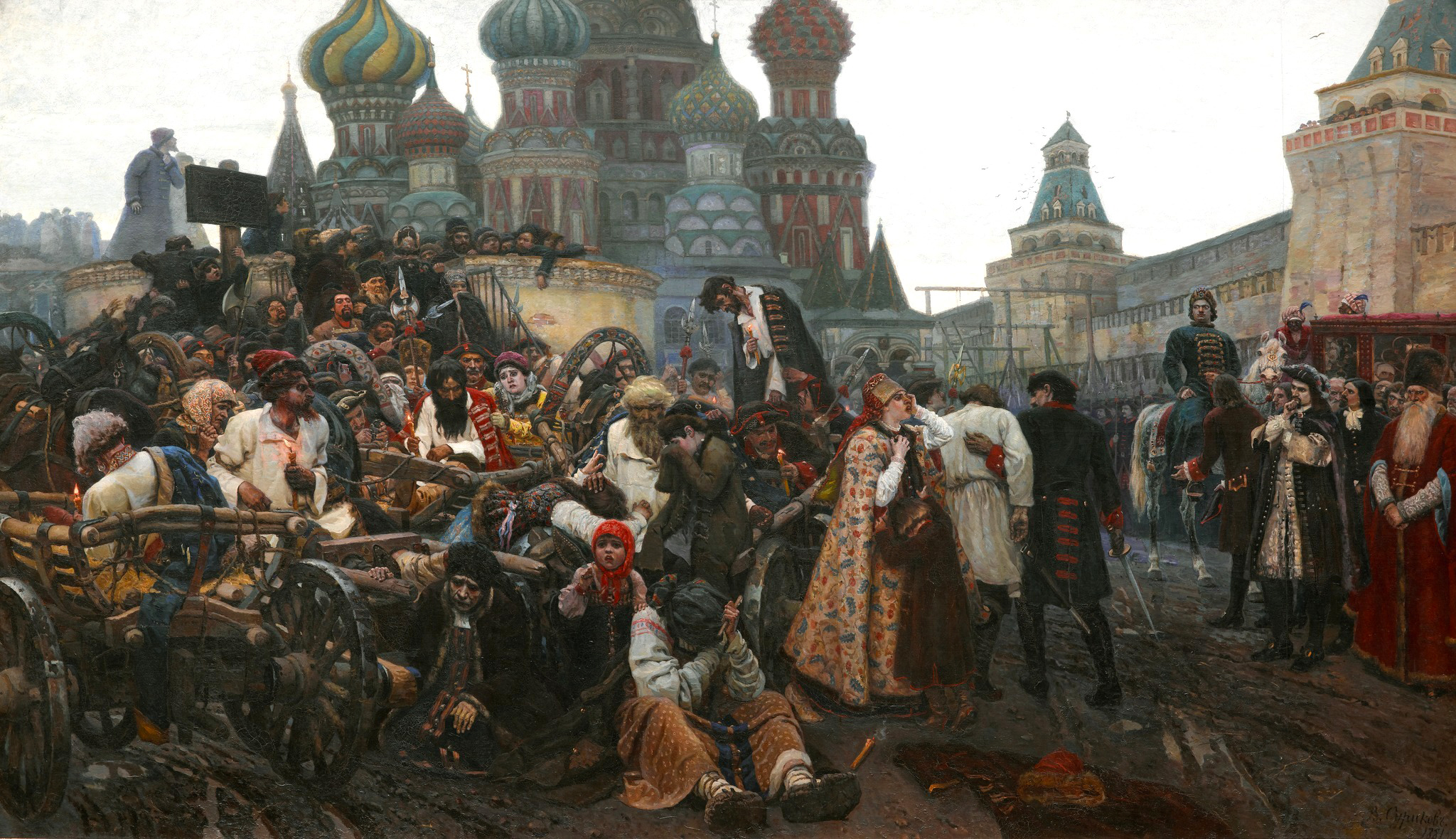
Le Matin de l'exécution des streltsy après l'échec de leur révolte de 1698 par Vassily Ivanovitch Sourikov (1848-1916).

À la fin du XVIe siècle on comptait 20 à 25 000 streltsy; en 1681 ils étaient 55 000 dont 22 500 à Moscou seulement. Leur participation à l'artisanat et au commerce eut pour conséquence l'apparition d'inégalités sociales notables entre eux et certains se fondirent avec les marchands.
Les streltsy firent preuve de pugnacité en plusieurs circonstances comme au siège de Kazan en 1552, lors de la guerre contre la Livonie, lors de l'invasion Polono-suédoise du début du XVIIe siècle et lors des opérations militaires de  Pologne et de Crimée. À partir de la seconde moitié du XVIIe siècle ils commencèrent à donner des signes de faiblesse comparés aux soldats réguliers des régiments de reîtres (« régiments du nouvel ordre »). Les rigueurs du service militaire, les fréquents retards de salaire, les abus de la part des administrations locales et des autorités hiérarchiques conduisirent les streltsy réguliers (surtout les plus pauvres d'entre eux) à prendre part à divers soulèvements contre le servage aux XVIIe et XVIIIe siècles : guerres paysannes du début du XVIIe siècle et de 1670 - 1671 (menées par Stenka Razine), soulèvements urbains (révolte de Moscou de 1682, révolte des streltsy de 1698, rébellion d'Astrakhan de 1705-1706).
Mais au même moment, les streltsy qui avaient été placés au sommet de la hiérarchie jouissaient de leur rang social et tâchaient par conséquent de contenir leurs troupes et de les maintenir du côté du gouvernement. À la fin du XVIIe siècle, les streltsy de Moscou commencèrent à prendre une part active aux luttes de pouvoir entre les différents groupes gouvernementaux, appuyant les dissidents et manifestant de l'hostilité envers les innovations venues de l'étranger. C'est ainsi que les streltsy peuvent être assimilés à  l'« élément prétorien » dans la politique moscovite de la fin du XVIIe siècle. En 1682 ils tentèrent d'empêcher Pierre le Grand d'accéder au trône en prenant le parti de son demi-frère Ivan V (voir l'article détaillé révolte de Moscou de 1682).

## Le démantèlement du corps des streltsy
Après la chute de Sophia Alexeievna en 1689, le gouvernement de Pierre le Grand s'efforça de limiter progressivement l'influence militaire et politique des streltsy. Huit régiments de Moscou furent ainsi supprimés et transférés à Belgorod, Sevsk et Kiev. Malgré ces mesures, les streltsy se révoltèrent une fois de plus en 1698, alors que Pierre voyageait à travers l'Europe en grande Ambassade. La révolte fut matée en l'absence du tsar, notamment par le général écossais Patrick Gordon entré au service du tsar Alexeï Mikhailovitch en 1661. Ceci n'empêcha pas Pierre d'interrompre son ambassade et de rentrer en Russie pour écraser la rébellion et mener une répression sanglante, avec tortures et exécutions publiques.
Le corps des streltsy fut officiellement aboli dès 1698. Mais après avoir subi une défaite à Narva en 1700 le gouvernement interrompit leur démantèlement. Les régiments de streltsy moscovites les plus efficaces prirent part à la plus importante opération militaire de la Grande guerre du Nord et à la campagne du Prout de 1711. Petit à petit les streltsy furent incorporés dans l'armée régulière, alors que les streltsy municipaux commençaient à se débander. La liquidation des dernières unités de streltsy s'acheva dans les années 1720. Les streltsy municipaux subsistèrent dans certaines villes jusqu'à la fin du XVIIIe siècle.
Le régiment Préobrajensky et le régiment Ismaïlovski  de la Garde impériale russe remplacèrent les streltsy dans leur rôle de garde personnelle du tsar.

## Source
- (en) Cet article est partiellement ou en totalité issu de l’article de Wikipédia en anglais intitulé « Streltsy » (voir la liste des auteurs).